# Atum: A Rock Opera in Three Acts
| Совокупная оценка | Совокупная оценка |
| Источник          | Оценка            |
| ----------------- | ----------------- |
| AnyDecentMusic?   | 6.6/10            |
| Metacritic        | 72/100            |
| Оценки критиков   |                   |
| Источник          | Оценка            |
| AllMusic          | [ 7 ]             |
| Beats Per Minute  | 52%               |
| musicOMH          | [ 4 ]             |
| NME               | [ 8 ]             |
| No Ripcord        | 8/10              |
| Pitchfork Media   | 6.3/10            |
| Rolling Stone     | [ 2 ]             |

Atum: A Rock Opera in Three Acts — двенадцатый студийный альбом американской рок-группы The Smashing Pumpkins. Альбом был выпущен тремя отдельными частями по 11 песен: Atum: Act One был выпущен 15 ноября 2022 года, Atum: Act Two был выпущен 31 января 2023 года, а Atum: Act Three был выпущен 5 мая 2023 года. Физический бокс-сет, состоящий из всех 33 песен, а также группы из 10 дополнительных эксклюзивных песен, был выпущен в начале мая 2023 года. Это последний студийный альбом группы с участием гитариста Джеффа Шредера перед его уходом в октябре 2023 года.

## Общая информация
Фронтмен Билли Корган впервые объявил о своих планах выпустить «сиквел» концептуального альбома Mellon Collie and the Infinite Sadness (1995) и Machina/The Machines of God (2000) в октябре 2020 года, незадолго до выхода одиннадцатого студийного альбома группы Cyr в ноябре 2020 года. Корган хотел сделать это ещё в 2017 или 2018 году, но, учитывая все, что происходило с группой в то время, включая возвращение гитариста Джеймса Ихи в группу впервые за 18 лет, и планирование большого тура, в котором 3/4 оригинального состава группы снова будут вместе, он вместо этого сделал выбор в пользу менее амбициозного 8-песенного альбома Shiny and Oh So Bright (2018). Когда несколько лет спустя разразилась пандемия COVID-19 и отменила большую часть запланированных гастролей группы, у Коргана появилось много свободного времени, и он решил вернуться к этой концепции. Альбом записывался в течение двух лет, часть из них параллельно с Cyr.

## Концепция и структура
Atum — концептуальный альбом, который Корган описывает как продолжение альбомов Mellon Collie and the Infinite Sadness и Machina/The Machines of God. В альбоме рассказывается история того же персонажа, что и в предыдущих двух альбомах («Zero» и «Glass») соответственно, но теперь этот персонаж намного старше, чем в предыдущих альбомах, и теперь известен как «Shiny». Как и в предыдущих альбомах, история описывается Корганом как «…одной ногой в реальности и одной ногой в выдуманном мире… Она основана на многих автобиографических вещах. Но есть много вещей, которые мне просто интересно исследовать, которые не обязательно имеют отношение ко мне».
Atum (произносится так же, как Autumn) будет выпущен в трех основных частях, названных «Act 1, Act 2, and Act 3».. Каждый акт будет состоять из 11 песен, и каждый акт выйдет через 11 недель после предыдущего. Одновременно с выходом третьего акта будет выпущен физический бокс-сет, содержащий все 33 песни и ещё 10 дополнительных песен. График выпуска был разработан Корганом, чтобы помочь слушателям не спеша переварить большой объём работы.

## Звучание
В отличие от электронного и легкого гитарного звучания Cyr, Корган описал Atum как более гитарный по своему звучанию. Он описывает звучание как идущее «в миллион разных направлений», отмечая, что примерно треть альбома «тяжелая», треть звучит «как бы более похоже на то, что [группа] делала в последнее время», а треть звучит более «эзотерично», продвигая концепцию/музыкальные аспекты альбома.

## Продвижение
Название альбома и структура выпуска трех частей была объявлена 19 сентября 2022 года. Первый сингл альбома, «Beguiled», был выпущен на следующий день. Корган также будет вести еженедельный подкаст под названием Thirty Three, где он будет играть и разбирать новую песню каждую неделю перед выпуском. Atum: Act One был выпущен 15 ноября 2022 года, Atum: Act Two запланирован на 31 января 2023 года, а Atum: Act Three — на 23 апреля 2023 года. Физический бокс-сет, состоящий из всех 33 песен, а также группы из 10 дополнительных эксклюзивных песен, также запланирован к выпуску на 23 апреля. Десять дополнительных песен, которые будут распространены на пяти 7-дюймовых синглах, были раскрыты в четвёртом эпизоде подкаста Коргана Thirty-Three как отложенный альбом Shiny and Oh So Bright Vol. 3. В преддверии выхода первого альбома группа отправилась в турне «Spirits on Fire» по Северной Америке вместе с Jane's Addiction и Поппи, причем Our Lady Peace заменила Jane’s Addiction на некоторых канадских концертах, а Мэг Майерс — Поппи. 28 марта 2023 года песня «Spellbinding» была выпущена на стриминге в качестве второго сингла альбома. Песня также прозвучала в конце титров фильма «Тайна убийства 2» на Netflix. В тот же день, когда вышла песня «Spellbinding», группа также объявила о летнем туре под названием The World Is A Vampire tour. Состоящий из амфитеатров и нескольких небольших закрытых театров, тур будет продолжать продвигать Atum при поддержке Stone Temple Pilots, Interpol и Rival Sons. Этот тур пройдет после одноимённых фестивалей, которые состоялись в Мехико и в 8 городах Австралии. 13 апреля 2023 года был выпущен клип на песню «Empires», в котором были показаны кадры выступления в рамках тура Spirits on Fire. Режиссёром клипа выступил Кевин Керслэйк, который также снял клип на песню «Cherub Rock».

## Список композиций
| №                   | Название               | Длительность |
| ------------------- | ---------------------- | ------------ |
| 1.                  | «Atum»                 | 3:32         |
| 2.                  | «Butterfly Suite»      | 3:28         |
| 3.                  | «The Good in Goodbye»  | 4:40         |
| 4.                  | «Embracer»             | 3:39         |
| 5.                  | «With Ado I Do»        | 2:52         |
| 6.                  | «Hooligan»             | 3:05         |
| 7.                  | «Steps in Time»        | 3:49         |
| 8.                  | «Where Rain Must Fall» | 4:15         |
| 9.                  | «Beyond the Vale»      | 3:42         |
| 10.                 | «Hooray!»              | 3:43         |
| 11.                 | «The Gold Mask»        | 3:36         |
| Общая длительность: | Общая длительность:    | 40:21        |

| №                   | Название            | Длительность |
| ------------------- | ------------------- | ------------ |
| 1.                  | «Avalanche»         | 5:42         |
| 2.                  | «Empires»           | 3:10         |
| 3.                  | «Neophyte»          | 4:16         |
| 4.                  | «Moss»              | 2:59         |
| 5.                  | «Night Waves»       | 2:53         |
| 6.                  | «Space Age»         | 3:12         |
| 7.                  | «Every Morning»     | 6:10         |
| 8.                  | «To the Grays»      | 3:12         |
| 9.                  | «Beguiled»          | 3:58         |
| 10.                 | «The Culling»       | 4:30         |
| 11.                 | «Springtimes»       | 4:01         |
| Общая длительность: | Общая длительность: | 44:03        |

| №                   | Название                         | Длительность |
| ------------------- | -------------------------------- | ------------ |
| 1.                  | «Sojourner»                      | 7:41         |
| 2.                  | «That Which Animates the Spirit» | 3:55         |
| 3.                  | «The Canary Trainer»             | 3:57         |
| 4.                  | «Pacer»                          | 5:24         |
| 5.                  | «In Lieu of Failure»             | 3:26         |
| 6.                  | «Cenotaph»                       | 3:04         |
| 7.                  | «Harmageddon»                    | 4:20         |
| 8.                  | «Fireflies»                      | 3:26         |
| 9.                  | «Intergalactic»                  | 8:58         |
| 10.                 | «Spellbinding»                   | 4:06         |
| 11.                 | «Of Wings»                       | 5:28         |
| Общая длительность: | Общая длительность:              | 53:45        |

## Участники записи

### The Smashing Pumpkins
- Билли Корган — вокал, гитара, бас-гитара, клавишные
- Джеймс Иха — гитара
- Джефф Шредер[англ.] — гитара
- Джимми Чемберлин — ударные

### Дополнительные музыканты
- Кэти Коул[англ.] — бэк-вокал
- Сьерра Свон[англ.] — бэк-вокал
- Линда Строуберри[англ.] — бэк-вокал
- Мэтт Уолкер[англ.] — дополнительное эпизодическое программирование

## Чарты
| Чарт (2023)                                  | Высшая позиция |
| -------------------------------------------- | -------------- |
| Австралия (ARIA)                             | 5              |
| Австрия (Ö3 Austria)                         | 50             |
| Бельгия/Фландрия (Ultratop)                  | 64             |
| Бельгия/Валлония (Ultratop)                  | 51             |
| Франция (SNEP)                               | 131            |
| Германия (Offizielle Top 100)                | 18             |
| Португалия (AFP)                             | 23             |
| Шотландия (Scottish Albums Chart)            | 5              |
| Испания (PROMUSICAE)                         | 62             |
| Швейцария (Schweizer Hitparade)              | 16             |
| Великобритания (UK Albums Chart)             | 85             |
| Великобритания (UK Independent Albums Chart) | 4              |
| США (Billboard 200)                          | 111            |
| США (Billboard Independent Albums)           | 16             |
| США (Billboard Top Alternative Albums)       | 10             |
| США (Billboard Top Rock Albums)              | 15             |
| США (Billboard Top Hard Rock Albums)         | 7              |
| США (Billboard)                              | 20             |